# Ferret Music
Ferret Music è una etichetta musicale indipendente statunitense specializzata nel genere metalcore e post-hardcore. È stata fondata nel 1996; appartiene in parte al cantante dei NORA, Carl Severson, ed ha sede a New Brunswick, nel New Jersey. Ferret ha recentemente iniziato a pubblicare con un nuovo marchio, New Weathermen Records.
Warner Music Group ha acquisito una partecipazione nella Ferret Music nell'agosto 2006.
Dal 12 settembre 2007, Ferret ha stretto un accordo con una nascente etichetta death metal/hardcore, Siege Of Amida Records, A.K.A. "S.O.A.R.".

## Artisti attuali
- 36 Crazyfists
- A Life Once Lost
- Blood Has Been Shed
- Boys Night Out
- Chimaira
- Dead Hearts
- Elysia
- Eternal Lord
- Every Time I Die
- Foxy Shazam
- Full Blown Chaos
- Gwen Stacy
- Heavy Heavy Low Low
- Johnny Truant[2]
- Ligeia
- LoveHateHero
- Lower Definition
- Madball
- Maylene and the Sons of Disaster
- Misery Signals
- Poison the Well
- Remembering Never
- Scarlet
- See You Next Tuesday
- Suicide Note
- Twelve Tribes
- xBishopx
- Zao[3]

## Artisti S.O.A.R.
- A Girl, a Gun, a Ghost
- Annotations of an Autopsy
- Chaos Blood
- Clone the Fragile
- Dead Beyond Buried
- Dignity Dies First
- Diskreet
- Endurance of Hate
- Implosive Disgorgence
- Knights of the Abyss
- Last House on the Left
- Martriden
- My Cross to Bare
- Nefastus Dies
- Rose Funeral
- Shadow Law
- Terminally Your Aborted Ghost
- The Adept
- The Breathing Process
- The Partisan Turbine
- (the) Plasmarifle
- The Red Death
- The Red Shore
- Traces
- Viatrophy
- wecamewithbrokenteeth

## Artisti passati
- A Static Lullaby
- All Chrome
- Banner, The
- Break, The
- Bronx, The
- Bullet for My Valentine
- Burnt By The Sun
- Cataract
- Dead Hearts
- Disembodied
- For the Love of...
- From Autumn To Ashes
- Funeral for a Friend
- In Flames
- Killswitch Engage
- Luddite Clone
- Martyr A.D.
- NORA
- Rise, The
- Scarlet
- Skycamefalling
- Torn Apart